# Macaranga anceps
Macaranga anceps är en törelväxtart som beskrevs av Airy Shaw. Macaranga anceps ingår i släktet Macaranga och familjen törelväxter.

## Underarter
Arten delas in i följande underarter:
- M. a. anceps
- M. a. puncticulata